# Mogurnda orientalis
Mogurnda orientalis é uma espécie de peixe da família Eleotridae.
É endémica da Papua-Nova Guiné.